# 1101
| Calendário gregoriano                                                        | 1101 MCI                                              |
| Ab urbe condita                                                              | 1854                                                  |
| Calendário arménio                                                           | 550 – 551                                             |
| Calendário bahá'í                                                            | -743 – -742                                           |
| Calendário budista                                                           | 1645                                                  |
| Calendário chinês                                                            | 3797 – 3798 Início a 1 de fevereiro (aproximadamente) |
| Calendário copta                                                             | 817 – 818                                             |
| Calendário etíope                                                            | 1093 – 1094                                           |
| Calendários hindus - Vikram Samvat - Calendário nacional indiano - Cáli Iuga | 1156 – 1157 1022 – 1023 4201 – 4202                   |
| Calendário Holoceno                                                          | 11101                                                 |
| Calendário islâmico                                                          | 494 – 495                                             |
| Calendário judaico                                                           | 4861 – 4862                                           |
| Calendário persa                                                             | 479 – 480                                             |
| Calendário rúnico                                                            | 1351                                                  |
| Calendário solar tailandês                                                   | 1644                                                  |

1101 (MCI, na numeração romana) foi um ano comum, o primeiro ano do século XII do calendário juliano, da Era de Cristo, e a sua letra dominical foi F (52 semanas), teve início a uma terça-feira e terminou também a uma terça-feira.
No território que viria a ser o reino de Portugal estava em vigor a Era de César que já contava 1139 anos.
| Ano completo                       |
| ---------------------------------- |
| Ano comum com início à terça-feira |

## Eventos
- 1 de Janeiro - Início do Século XII.
- Delimitação papal das fronteiras da Diocese de Coimbra.
- Os exércitos da Cruzada de 1101 são derrotados na Anatólia.
- Tancredo de Altavila abdica do Principado da Galileia e é sucedido por Hugo de Saint-Omer
- Casamento de Balduíno II de Jerusalém com Morfia de Melitene.
- Canuto IV da Dinamarca é canonizado.
- Casamento de Magno III da Noruega com Margarida da Suécia.
- Primeira Batalha de Ramla, entre os Cruzados do Reino de Jerusalém e o Califado Fatímida.

## Nascimentos
- Heloísa de Paráclito, amante de Pedro Abelardo (m. 1164).
- Estêvão II, rei da Hungria (m. 1131).

## Mortes
- 6 de Outubro - Bruno de Colônia, fundador da Ordem dos Cartuxos.
- 18 de Outubro - Hugo I de Vermandois, filho de Henrique I de França, em cruzada (n. 1057).
- 22 de Junho - Rogério I, conde da Sicília.
- 6 de Novembro - Guelfo I, Duque da Baviera.